# Bitwa pod Front Royal

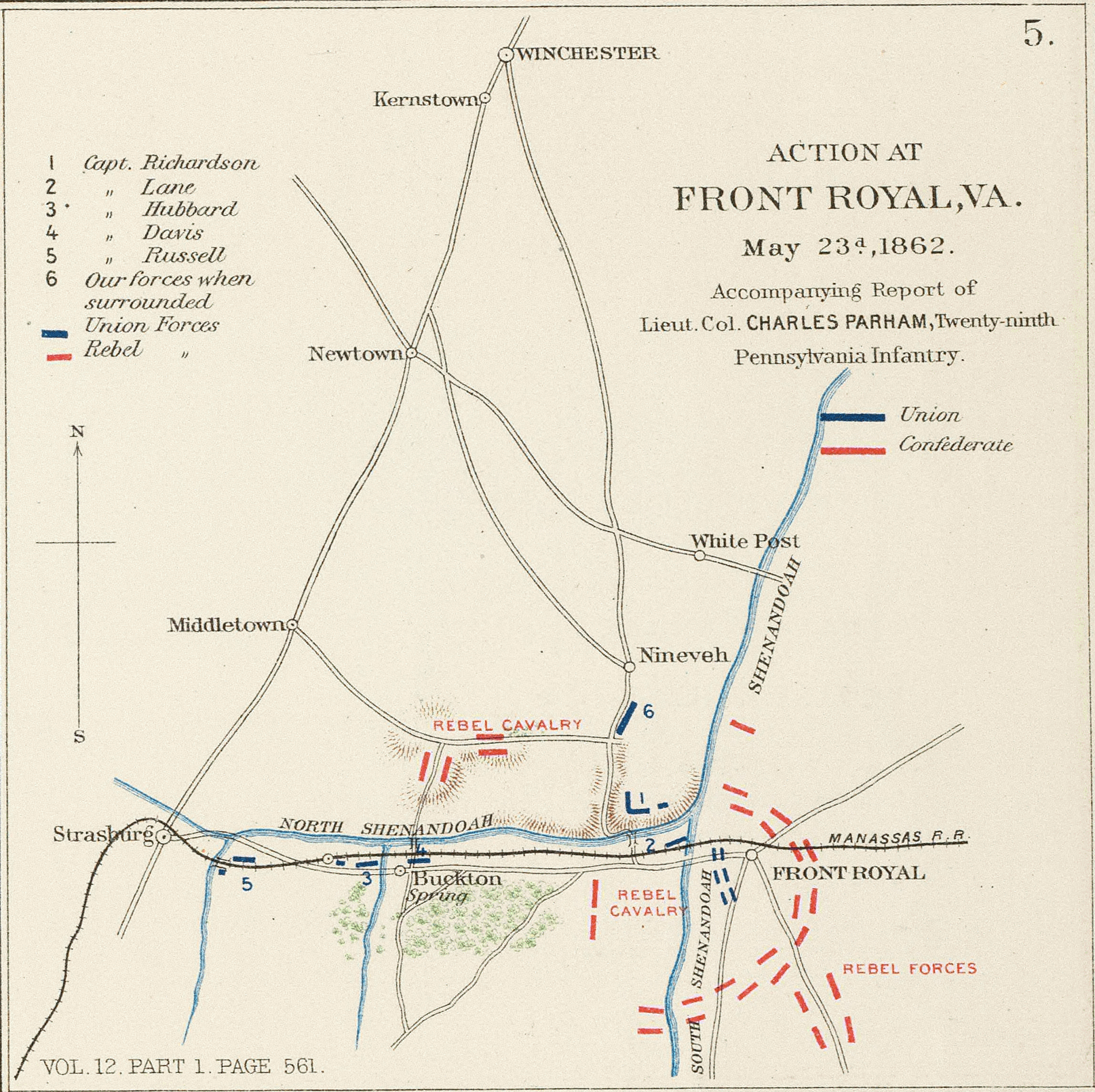
Akcja pod Front Royal

Bitwa pod Front Royal stoczona została 23 maja 1862 roku na terytorium hrabstwa Warren w stanie Wirginia, w ramach operacji wojsk konfederatów w dolinie Shenandoah, którą prowadził generał-major Thomas „Stonewall” Jackson w czasie wojny secesyjnej. Bitwa ta ukazała umiejętność wykorzystania przez Jacksona ukształtowania terenu w celu zjednoczenia własnych sił i jednoczesnego podzielenia sił przeciwnika. Przy minimalnych stratach własnych zdołał zmusić unionistów – uderzając z flanki i zagrażając tyłom – do wycofania.
W bitwie tej, po raz pierwszy i jedyny w militarnej historii Stanów Zjednoczonych, starły się ze sobą oddziały z tego samego stanu: 1. Regiment Piechoty Maryland konfederatów i 1. Regiment Piechoty Maryland unionistów. Walczyli ze sobą znajomi, a nawet bliscy krewni: kapitan William Goldsborough wziął do niewoli swego własnego brata Charlesa Goldsborougha.

## Przed bitwą
21 maja 1862 roku 9-tysięczna armia Unii, dowodzona przez generała-majora Nathaniela P. Banksa, stacjonowała w okolicach miejscowości Strasburg, z dwiema kompaniami piechoty stojącymi na straży bazy magazynowej w Buckton. Pułkownik John R. Kenly stał na czele 1063 żołnierzy z dwoma działami w wiosce Front Royal. Kawaleria konfederatów starła się z siłami Banksa pod Strasburgiem, ale natychmiast cofnęła się ku siłom głównym, które właśnie forsowały pasmo Massanutten Mountain przez przełęcz New Market Gap z zamiarem dotarcia do miejscowości Luray.
22 maja armia Jacksona (około 16.500 żołnierzy) posuwała się w kierunku odległego o 15 km Front Royal. Jackson ze swym sztabem znajdował się w Cedar Point. Regiment kawalerii pułkownika Thomasa Munforda został skierowany na wschód z zadaniem zajęcia przełęczy Manassas Gap i przecięcia łączności unionistów między Front Royal i Waszyngtonem.

## Przebieg starcia
Rankiem 23 maja czołowe oddziały armii Jacksona dotarły do skrzyżowania dróg (obecnie w miejscowości Limeton). Tam kawaleria konfederatów dowodzona przez pułkowników Ashby’ego i Flournoya skręciła na zachód z zamiarem przekroczenia  Południowej Shenandoah Brodem McCoya. Piechota nadal maszerowała drogą docierając do Front Royal od południa. Tam natknęła się na rozstawione wzdłuż rzeki placówki sił federalnych i po krótkiej wymianie ognia zmusiła je do wycofania się.
Czołowa brygada Jacksona, dowodzona przez Richarda Taylora, osiągnęła szczyt Prospect Hill i rozwinęła się ku wschodowi. 1. Regiment Piechoty Maryland, wraz z batalionem „Tygrysów” Luizjany, ruszył naprzód i wkroczył do Front Royal, oczyszczając ulice z zaskoczonych unionistów. W tej sytuacji pułkownik Kenly wycofał swe wojska na północ i obsadził dwa wzgórza panujące nad drogą. Jego jedyne dwa działa skutecznie wstrzymywały postępy piechoty konfederatów do czasu, gdy dotarła wreszcie (po ciężkim marszu błotnistymi drogami) pierwsza bateria artylerii i uciszyła armaty unionistów. Teraz Kenly zaczął cofać się ku Nineveh, podpalając za sobą mosty na Południowej i Północnej Shenandoah, oba pożary zostały jednak szybko ugaszone przez konfederacką piechotę. Kenly próbował się jeszcze bronić, ale został ranny, a po szarży kawaleryjskiej jego żołnierze poszli w rozsypkę. Blisko siedmiuset rzuciło broń i oddało się do niewoli.

## Rezultaty
Armia Unii straciła 773 żołnierzy, w tym 691 wziętych do niewoli. Zwycięstwo Jacksona nad oddziałkiem Kenly’ego miało wprawdzie niewielkie znaczenie, ale spowodowało paniczny odwrót armii Banksa ze Strasburga na północ i z całą pewnością miało wpływ na morale unionistów w przeddzień I bitwy pod Winchester.
Po bitwie zwycięzcy Marylandczycy z 1. Regimentu Piechoty wzięli w opiekę swoich jeńców. Jak pisał J.J. Goldsborough, kronikarz losów Marylandczyków w Armii Konfederacji:
„niemal wszyscy znajdowali starych przyjaciół i znajomych, witali się z nimi serdecznie i dzielili swymi racjami żywności”.